# 凱澤島
凱澤島（英語：Kizer Island），是南極洲的島嶼，位於愛德華七世地，處於克羅嫩韋特島西南面20公里的蘇茲貝格灣，長30公里，美國地質調查局根據美國海軍拍攝的空中照片繪入地圖，現時由南極條約體系管理。